# Danijel Dabek
Danijel Dabek je softver developer, pionir kripto valuta i jedan od zastupnika široke upotrebe digitalnih valuta.  On je jedan od ljudi koji su razvijali MaidSafe (deo Omni Layer). Uvidevši važnost privatnosti na međunarodnom tržištu, Danijel je razvio Safex (Safe Exchange) kao kripto valutu s ciljem da zaštiti anonimnost njenih učesnika. 
Od 2018, Danijel radi na promovisanju i razvoju svesti o kriptovalutama održavajući predavanja po svetu ili kao glavni učesnik  ili kao gostujući govornik  Redovno je konsultovan od strane vodećih sajtova na pitanjima vezanim za rast kriptosfere. 
U isto vreme, Danijel je takođe angažovan na dva projekta. Jedan je Safe Exchange kao sama valuta, decentralizovana berza aseta koja dozvoljava privatnost, sigurnost i slobodu njenim korisnicima.  i Balkaneum, majku kompaniju, koja razvija sve prateće funkcije Safe Exchange Network-a.